# 自力更生
自力更生（じりきこうせい）は、他人に頼らず自力で物事を行うことを意味する標語。第二次世界大戦前は日本の農業政策で提唱され、戦後は中華人民共和国（中国）や朝鮮民主主義人民共和国（北朝鮮）を中心にスローガンとして用いられている。

## 初出
1930年（昭和5年）から翌1931年（昭和5年）にかけて昭和農業恐慌に見舞われた日本では、この対策として、兵庫県農会長山脇延吉が政府に意見書を提出して農村救済費の予算計上と農林省の経済更生部新設を要請した。山脇は農村の自力更生を提唱し、「自力更生運動」に発展。この運動は1932年（昭和7年）に成立した齋藤内閣のスローガンとなり、内地や朝鮮などの農山漁村で成功したとされる。また、自力更生は、日本の傀儡政権である中華民国臨時政府の打ち出した新民主義においても使われ、「独立の自由は唯自力更生によつて始めて成功し得る」とされていた。

## 中国
中華人民共和国では、1945年8月に延安での幹部会議で中国共産党主席毛沢東が「自らの力を基本とすることを自力更生と呼ぶ。我々は孤立してはいない。帝国主義に反対する世界のあらゆる国や人民はすべて我々の友人である。しかし我々には、自らの力をもって、国内外の反動勢力を打ち破る力がある」と演説して打ち出した。
積極的に外資を導入した鄧小平による改革開放以降は使われなくなっていたが、米中貿易戦争の際に習近平共産党総書記は輸入代替の文脈で自力更生を度々強調している。
両弾一星
核兵器と宇宙技術の国産化
南泥湾精神
抗日戦争で軍隊が自力で荒地を耕作して食料を調達して戦い続けた
「南泥湾」という歌が出来て小学校で教えていたほどである。
南泥灣歌曲を参照
大慶油田
石油の自給自足
南京長江大橋
自力の技術力で達成した

### 人民解放軍
「自力更生」を示す「南泥湾精神」は軍で奨励され、人民解放軍は世界一商売熱心な軍隊になった。「自分の武器は自分で作れ」との方針から工場なども経営し、軍が経営する軍需工場が2007年現在でも多数存在する。
1980年代になると軍事費の削減によって「軍事費は軍自らが調達する」という方針が共産党からだされたことにより国の近代化と資本導入が始まったことにあわせ、軍の近代化に伴う人員削減で生み出される失業対策も含めて、自力更生の掛け声の元で各軍が幅広く企業経営へ乗り出した。当初は軍事に関係する事業に限られていたが、現在はホテル・レストランなど、軍事とは直接関係の無い事業にも進出している。
中国最大の製薬会社である三九集団など軍資本の企業は現在でも活動している。三九とは三九軍のことで、名前が漢数字になっている中国企業は軍営が多い。

## 北朝鮮
2010年代以降、国際社会から経済制裁を受けている朝鮮民主主義人民共和国でもスローガンとして時折使用されている。2019年、金正恩党委員長は5月の演説で自力更生を強調したほか、米朝首脳会談後の演説でも自力更生を強調した。朝鮮人民軍などでも、貿易商社やレジャー施設経営といった軍隊独自の経済活動は確認されている。

## 左翼系組織
自力更正の思想は戦後の日本に逆輸入され、日本赤軍や連合赤軍などの左翼系組織が使用していた。